# Dorfkirche Jördenstorf

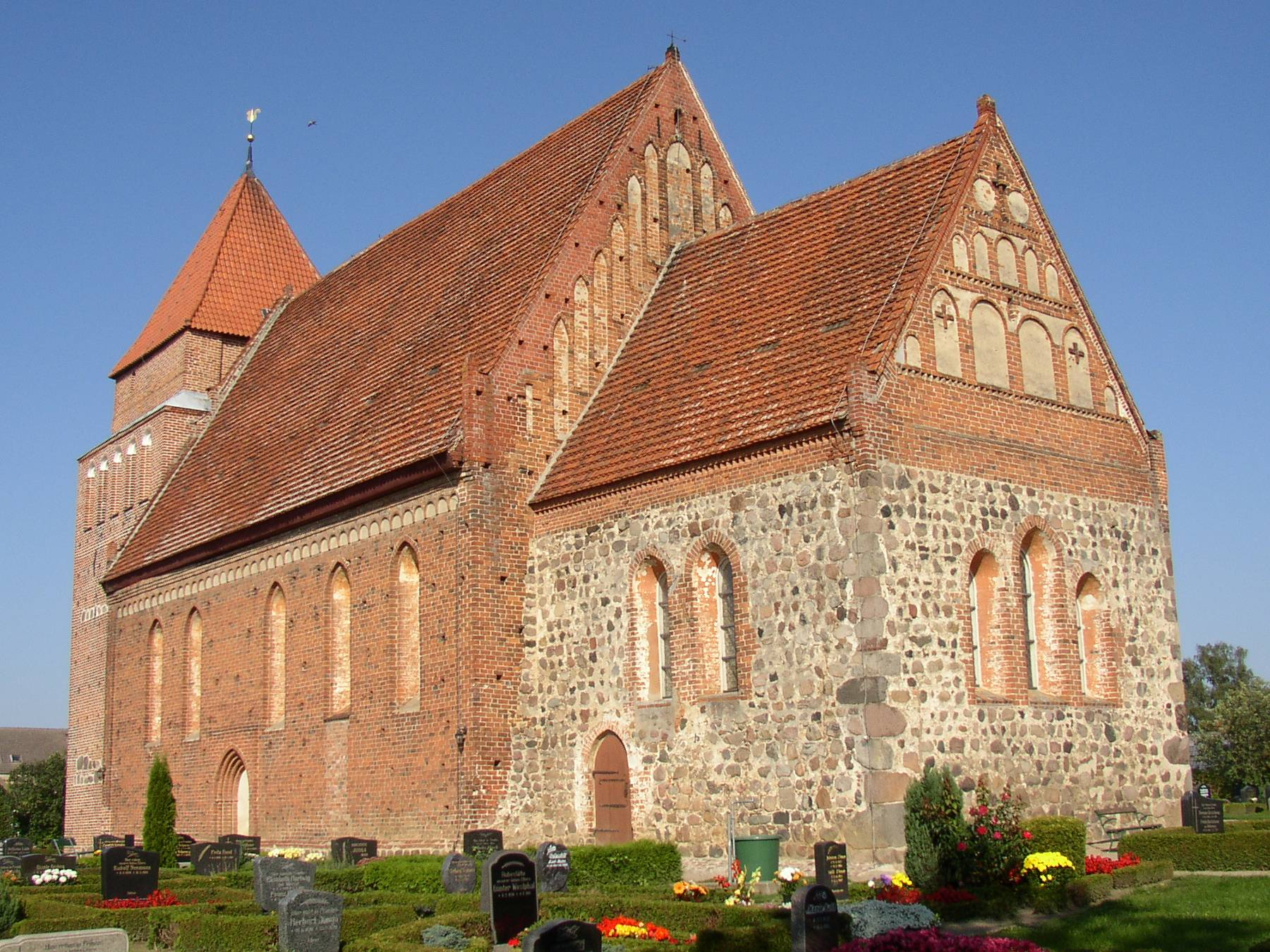
Dorfkirche in Jördenstorf

Die Dorfkirche Jördenstorf ist eine spätmittelalterliche Dorfkirche in Jördenstorf im Landkreis Rostock in Mecklenburg-Vorpommern. Die Kirchengemeinde gehört zur Propstei Rostock im Kirchenkreis Mecklenburg der Evangelisch-Lutherischen Kirche in Norddeutschland (Nordkirche).

## Baubeschreibung
Der älteste Teil der Kirche ist der nach Osten ausgerichtete, rechteckige Chor, der vermutlich in der Mitte des 13. Jahrhunderts aus Feldstein errichtet wurde. Im Westen schließt das wenig später errichtete, etwas breitere und höhere rechteckige Langhaus als Backsteinbau an. Den westlichen Abschluss der Kirche bildet der wohl im 15. Jahrhundert entstandene Backsteinturm mit einem zurückgesetzten, jüngeren Fachwerkaufsatz und Zeltdach. Der Chor ist von einem achtrippigen Gewölbe überspannt, das Langhaus von einer flachen Holzdecke. Die Ostgiebel von Chor und Langhaus sind blendengegliedert.

## Ausstattung
Die Kirche hat eine reiche Ausstattung überwiegend aus dem 18. Jahrhundert. Der Orgelprospekt auf der in der ersten Hälfte des 18. Jahrhunderts erbauten Westempore wurde von Paul Schmidt aus Rostock im Jahr 1777 geschaffen. Das Werk aus dem Jahr 1878 stammt jedoch von Friedrich Friese III und besitzt 15 Register auf zwei Manualen und Pedal. Das Werk wurde 1978 restauriert. Die Kanzel mit schmuckvollem Schalldeckel am rechten Chorbogen stammt von 1734, der Beichtstuhl stammt von 1715. Der Altaraufsatz wurde 1793 gefertigt, den oberen Abschluss bildet eine Kreuzigungsgruppe aus dem 15. Jahrhundert, das Altarbild ist jedoch eine jüngere Kopie nach Guido Reni von 1875. An der Südwand der Kirche befindet sich ein schmuckvolles Epitaph für J. von Blücher aus dem 17. Jahrhundert. Verschiedenes Gestühl der Kirche sowie einige in und um die Kirche aufgestellte historische Grabsteine stammen ebenfalls aus dem 17. und 18. Jahrhundert. Die Glocke der Kirche wurde 1749 bei Otto Gerhard Meyer in Rostock gegossen. Zum Kirchenschatz zählen außerdem verschiedene vergoldete Kelche aus dem 18. Jahrhundert sowie einige historische Leuchter.

## Pastoren
- 1632–1647: Caspar Schwartz
- 1647–1698: Andreas Rosenow (Schwiegersohn von Caspar Schwartz)
- 1698–1737: Caspar Mantzel (Schwiegersohn von Andreas Rosenow)
- 1849–1864: Theodor Reuter